# Guldmønten
Guldmønten è un film muto del 1913 diretto da August Blom. Prodotto dalla Nordisk e sceneggiato da William Soelberg, aveva come interpreti Valdemar Psilander, Gerd Egede-Nissen, Thorkild Roose, Ebba Thomsen.

## Produzione
Il film fu prodotto dalla Nordisk Film Kompagni.

## Distribuzione
In Danimarca, il film fu distribuito dalla Nordisk Film Kompagni che lo presentò in prima al Panoptikon di Copenaghen il 2 giugno 1913. In Finlandia, dove fu distribuito il 3 novembre 1913, prese il titolo Kultaraha.